# Dorstenieae
Dorstenieae là một tông thuộc họ Dâu tằm. Tông này gồm 8 chi và khoảng 120 loài.

## Chi
- Bleekrodea
- Bosqueiopsis
- Brosimum
- Bosqueiopsis
- Broussonetia - dướng
- Dorstenia
- Fatoua
- Helianthostylis
- Malaisia
- Scyphosyce
- Sloetia
- Trilepisium
- Trymatococcus
- Utsetela[2]